# Daniele Silvestri (album)
Daniele Silvestri è l'album omonimo d'esordio del cantautore italiano, pubblicato nell'estate del 1994 dalla Dischi Ricordi e prodotto da Enzo Miceli. Il primo singolo, Voglia di gridare, permette al cantautore romano di partecipare a Sanremo Giovani e da lì al Festival.

## Descrizione
Il disco è caratterizzato dalla presenza di Faso e Cesareo, basso e chitarra di Elio e le Storie Tese, a cui si aggiunge il batterista Simone Prattico. Inoltre c'è anche il brano Paolo, che fa riferimento al conduttore televisivo Paolo Bonolis. 
Nell'album antologico Monetine del 2008, alcuni di questi brani sono stati inseriti in nuove versioni.

## Tracce
1. Idiota – 3:41
2. Amarsi cantando – 3:45
3. Voglia di gridare – 4:17
4. Dove sei – 4:03
5. Datemi un benzinaio – 3:36
6. L'uomo intero – 2:49
7. Paolo – 3:54
8. Non sono stato io – 3:25
9. Il flamenco della doccia – 4:34
10. Mi fido poco – 4:00
11. Quanto è – 4:19
12. Portami via – 2:58

## Formazione
- Daniele Silvestri – voce, tastiera, basso, chitarra elettrica, chitarra acustica, chitarra classica, organo Hammond
- Faso – basso
- Simone Prattico – batteria
- Cesareo – chitarra
- Enzo Miceli – tastiera, cori, chitarra ritmica
- Roberto Vernetti – programmazione
- Josè Carrillo – chitarra flamenco
- Antonino Enna – violino
- Damiano Giuranna – violino
- Grazia Giacco – viola
- Michele Chiapperino – violoncello
- Demo Morselli – tromba, flicorno
- Antonello Monni – sax
- Samantha Catalano, Sam Vaccaro – cori